# Valentin Madouas
Valentin Madouas [uitspraak: mɑdu'ʋɑs, fonetisch: madoewas] (Brest, 12 juli 1996) is een Frans wielrenner die anno 2022 rijdt voor Groupama-FDJ. Hij is de zoon van voormalig wielrenner Laurent Madouas.

## Carrière
In 2014 won Madouas als junior de eerste etappe in de GP Général Patton. Na een zeventiende plaats in de tweede etappe eindigde hij achter Aleksandr Vlasov als tweede in het algemeen klassement. Later dat jaar won Madouas nog de tweede etappe, een individuele tijdrit, in de Ronde des Vallées.
Aan het eind van 2015 mocht Madouas stage lopen bij Bretagne-Séché Environnement. Namens deze ploeg reed hij de Polynormande, de Grote Prijs Impanis-Van Petegem, en de GP van Isbergues. In deze koersen wist hij niet genoeg indruk achter te laten om een profcontract te mogen tekenen.
In 2016 werd Madouas nationaal kampioen bij de amateurs, voor Benoît Cosnefroy en David Gaudu. Later dat jaar won hij de tweede etappe in de Kreiz Breizh Elites door in de massasprint Axel Journiaux en Alan Riou naar de dichtste ereplaatsen te verwijzen. In oktober van dat jaar werd bekend dat Madouas vanaf 2018 prof zal worden bij FDJ, na eerst in 2017 stage te lopen.

## Overwinningen
2014
1e etappe GP Général Patton
2e etappe Ronde des Vallées
2016
 Frans kampioen op de weg, Amateurs
2e etappe Kreiz Breizh Elites
2018
Jongerenklassement Ronde van de Haut-Var
Jongerenklassement Route d'Occitanie
Parijs-Bourges
2019
Jongerenklassement Ster van Bessèges
2021
Polynormande
2022
Bergklassement Parijs-Nice
Bergklassement Ronde van de Limousin-Nouvelle-Aquitaine
Tour du Doubs
1e en 5e etappe Ronde van Luxemburg
Criterium van Castillon-la-Bataille
2023
 Frans kampioen op de weg, Elite
Bretagne Classic

## Resultaten in voornaamste wedstrijden
| Jaar | Ronde van Italië | Ronde van Frankrijk | Ronde van Spanje |
| ---- | ---------------- | ------------------- | ---------------- |
| 2018 |                  |                     |                  |
| 2019 | 13e              |                     |                  |
| 2020 |                  | 27e                 |                  |
| 2021 |                  | 42e                 |                  |
| 2022 |                  | 11e                 |                  |
| 2023 |                  | 20e                 |                  |
| 2024 |                  | 25e                 |                  |
| 2025 |                  | 21e                 |                  |

| Jaar | Gent-Wevelgem | Ronde van Vlaanderen | Parijs-Roubaix | Amstel Gold Race | Luik-Bast.‑Luik | Ronde van Lombardije | Waalse Pijl | Parijs-Tours | Strade Bianche |  | WK op de weg |  | Wereldranglijsten |
| ---- | ------------- | -------------------- | -------------- | ---------------- | --------------- | -------------------- | ----------- | ------------ | -------------- |  | ------------ |  | ----------------- |
| 2018 |               |                      |                | 64e              | 129e            |                      | opgave      | 5e           | 20e            |  |              |  | 129e (UWT)        |
| 2019 |               |                      |                | 8e               | 31e             | 97e                  | 40e         |              |                |  |              |  | 115e (UWR)        |
| 2020 |               | 14e                  |                |                  | 25e             |                      | 11e         | 4e           |                |  | 34e          |  | 100e (UWR)        |
| 2021 |               | 39e                  |                | 27e              | 83e             |                      | 86e         | 22e          | 21e            |  | 13e          |  | 71e (UWR)         |
| 2022 |               | ↑                    | 34e            | 14e              | 34e             |                      |             |              |                |  | 29e          |  | 33e (UWR)         |
| 2023 |               | opgave               |                | 11e              | 5e              | 27e                  | 24e         |              | ↑              |  | 15e          |  |                   |
| 2024 |               | 16e                  |                | 6e               | 7e              | 62e                  | 15e         | 27e          | 15e            |  | 22e          |  |                   |
| 2025 | 32e           | 17e                  |                | 19e              | 64e             |                      | 26e         |              | 39e            |  |              |  |                   |

## Ploegen
- 2015 –  Bretagne-Séché Environnement (stagiair vanaf 1-8)
- 2017 –  FDJ (stagiair vanaf 28-7)
- 2018 –  Groupama-FDJ
- 2019 –  Groupama-FDJ
- 2020 –  Groupama-FDJ
- 2021 –  Groupama-FDJ
- 2022 –  Groupama-FDJ
- 2023 –  Groupama-FDJ
- 2024 –  Groupama-FDJ
- 2025 –  Groupama-FDJ

Bideau · Boulo · Brun · Cam · Delaplace · Fédrigo · B. Feillu · R. Feillu · Fonseca · Gérard · Guillou · Hivert · Hoetarovitsj · Jarrier · Laborie · Ledanois · McLay · Périchon · Sepúlveda · Vachon · Bonnamour (stagiair) · Godoy (stagiair) · Madouas (stagiair)
Bonnet · Cimolai · Courteille · Delage · Démare · Eiking · Fournier · Gaudu · Guarnieri · Hoelgaard · Konovalovas · Ladagnous · Le Bon · Le Gac · Ludvigsson · Maison · Manzin · Molard · Morabito · Pineau · Pinot · Reichenbach · Reza · Roux · Roy · Sarreau · Vaugrenard · Vichot · Vincent · Armirail (stagiair) · Madouas (stagiair) · Seigle (stagiair)
Armirail · Bonnet · Cimolai · Delage · Démare · Duchesne · Gaudu · Guarnieri · Hoelgaard · Konovalovas · Ladagnous · Le Gac · Ludvigsson · Madouas · Molard · Morabito · Pinot · Preidler · Reichenbach · Roux · Roy · Sarreau · Seigle · Sinkeldam · Thomas · Vaugrenard · Vichot · Vincent
Armirail · Bonnet · Delage · Démare · Duchesne · Frankiny · Gaudu · Geniets · Guarnieri · Hoelgaard · Konovalovas · Küng · Ladagnous · Le Gac · Ludvigsson · Madouas · Molard · Morabito · Pinot · Preidler · Reichenbach · Roux · Sarreau · Scotson · Seigle · Sinkeldam · Thomas · Vaugrenard · Vincent · Brunel (stagiair) · Jerman (stagiair) · Louvel (stagiair)
Armirail · Bonnet · Brunel · Delage · Démare · Duchesne · Frankiny · Gaudu · Geniets · Guarnieri · Gugliemi · Konovalovas · Küng   · Ladagnous · Le Gac · Lienhard · Ludvigsson · Madouas · Molard · Pinot · Reichenbach · Roux · Sarreau · Scotson · Seigle · Sinkeldam · Thomas · Vincent · Davy (stagiair) · Stewart (stagiair)
Armirail · Badilatti · van den Berg · Bonnet · Brunel · Davy · Delage · Démare · Duchesne · Gaudu · Geniets · Guarnieri · Gugliemi · Konovalovas · Küng     · Ladagnous · Le Gac · Lienhard · Ludvigsson · Madouas · Molard · Pinot · Reichenbach · Roux · Scotson · Seigle · Sinkeldam · Stewart · Thomas · Valter
Armirail · Askey · Badilatti · Davy · Démare · Duchesne · Gaudu · Geniets · Guarnieri · Konovalovas · Küng   · Ladagnous · Le Gac · Lienhard · Ludvigsson · Madouas · Molard · Pacher · Penhoët (vanaf 1/8) · Pinot · Reichenbach · Roux · Scotson · Sinkeldam · Stewart · Storer · Valter · van den Berg · Welten
Armirail · Askey · Davy · Démare (tot 31/7) · Gaudu · Geniets · Germani · Grégoire · Konovalovas · Küng · Ladagnous · Le Gac · Lienhard · Madouas · Martinez · Molard · Pacher · Paleni · Penhoët · Pinot · Pithie · Scotson · Stewart · Storer · Thompson · van den Berg · Watson · Welten
Askey · Barthe · Bystrøm · Davy · Gaudu · Geniets · Germani · Grégoire · Gruel (vanaf 1/3) · Konovalovas · Küng · Le Gac · Le Huitouze · Lienhard · Madouas · Martinez · Molard · Pacher · Paleni · Penhoët · Pithie · Rochas · Russo · Sarreau · Thompson · van den Berg · Walls · Watson